# دينيس محمودوف
دينيس محمودوف (بالهولندية: Denis Mahmudov)‏ (6 نوفمبر 1989 بفيليس في جمهورية مقدونيا - ) هو مدرب كرة قدم ولاعب كرة قدم هولندي في مركز الهجوم. لعب مع أغوف أبيلدورن وبي إي سي زفوله وسبارتا روتردام وليفسكي صوفيا ونادي بانانتس وWHC Wezep ‏ وExcelsior '31 ‏.

## وصلات خارجية
- دينيس محمودوف على موقع قاعدة بيانات كرة القدم.إي يو (الإنجليزية)
- دينيس محمودوف على موقع Soccerway.com (الإنجليزية)
- دينيس محمودوف على موقع عالم كرة القدم.نت (الإنجليزية)